# Rhinagrion reinhardi
Rhinagrion reinhardi – gatunek ważki z rodziny Philosinidae. Endemit Filipin; stwierdzony na wyspach Dinagat i Mindanao.
Gatunek ten opisali Vincent J. Kalkman i Reagan Joseph Villanueva w 2011 roku na łamach czasopisma „International Journal of Odonatology”. Holotypem jest samiec odłowiony w kwietniu 1999 roku w prowincji Surigao del Sur w północno-wschodniej części Mindanao. Wymiary holotypu: długość ciała 48 mm (w tym odwłoka 36 mm), długość przedniego skrzydła 29 mm.